# 馨佳园
馨佳园是中華人民共和國上海市寶山區顧村鎮寶安公路、滬太路、潘廣路、陸翔路附近的一個住宅區，由9个动迁房小区和4个经济适用房小区构成。馨佳园也是上海六大保障性住房基地之一。馨佳园总建筑面积為158.4万平方米，面積1.52平方公里。馨佳园於2006年開工。约3.4万人從上海市的杨浦、普陀、静安、虹口、宝山等區动迁來此。2009年，馨佳园迎来了第一批动迁入住的居民。2012年5月起集中交房。截至2017年，馨佳园所有建築均已完工。